# Lábatlan

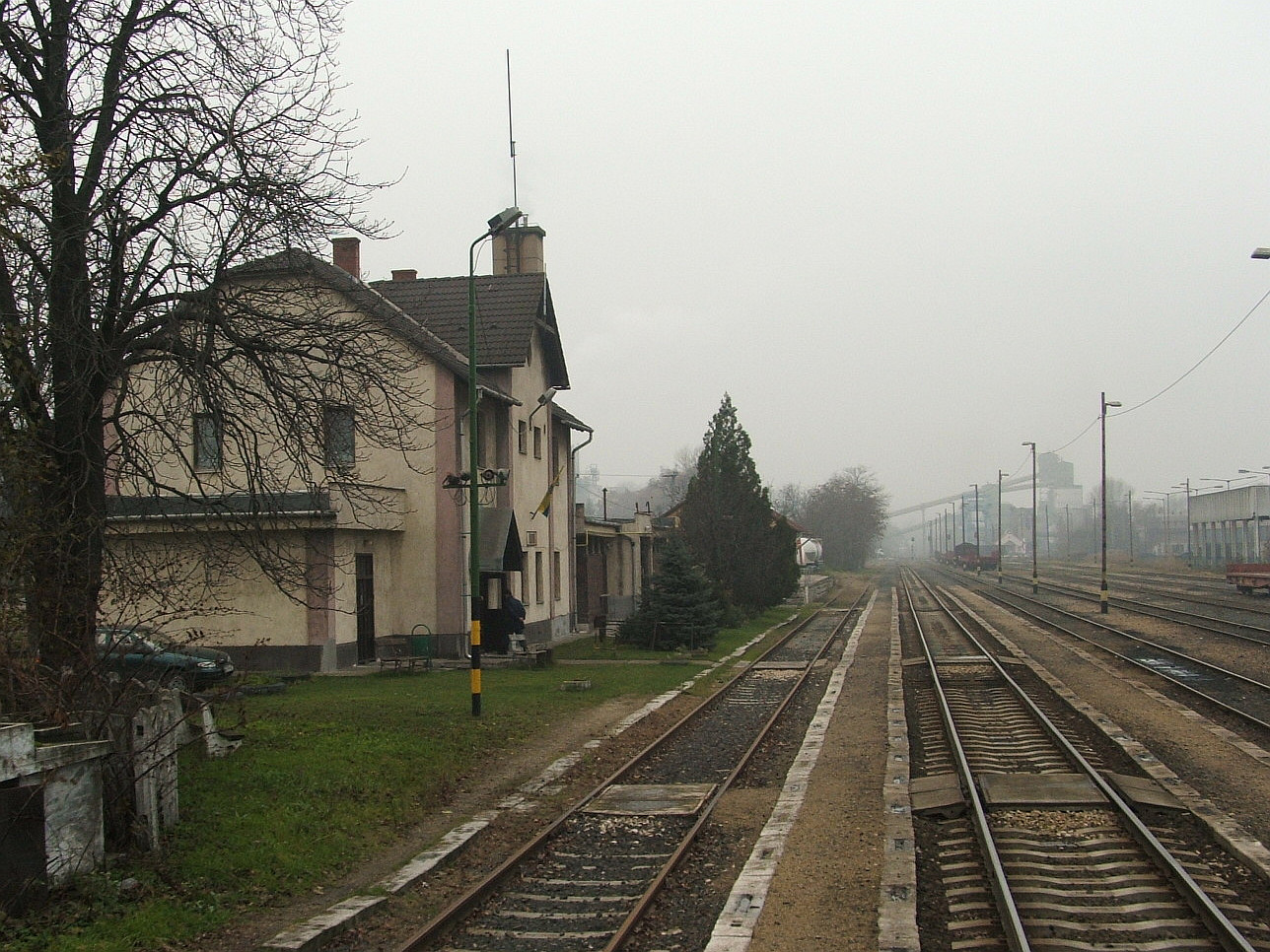
Järnvägsstationen i Lábatlan.

Lábatlan är en mindre stad i provinsen Komárom-Esztergom i Ungern. Lábatlan ligger i distriktet Esztergom och hade år 2020 totalt 4 849 invånare.